# François Maynard
Pour les articles homonymes, voir Maynard.
Œuvres principales
- Philandre (stances, 1619).
- Priapées (chansons à boire).
- Œuvres, (poèmes, 1646).
- Lettres, (correspondance, 1655).

François Maynard (ou Mainard ou Menard ou Meinard), né à Toulouse le 21 novembre 1582 et mort à Aurillac le 28 décembre 1646, est un poète français, membre de l'Académie française.

## Biographie
Né le 21 novembre 1582 à Toulouse où son père Géraud de Maynard était conseiller au parlement, il devient avocat puis secrétaire de Marguerite de Valois dont il fréquenta le cercle littéraire de l'hôtel de Sens.
En 1606-1607, il rencontre le poète François de Malherbe, dont il devient l'élève et conquiert vite une réputation que consacre sa participation aux Délices de la poésie françoise de 1615.
Il épouse le 10 novembre 1611 Gailharde de Boyer (-1643), devient président au présidial d'Aurillac (1611-1628) où son hôtel peut toujours être visité et séjourne habituellement dans son domaine de Saint-Céré, mais effectue de nombreux séjours à Paris où il fréquente l'hôtel de Rambouillet. Il a pour amis des poètes tels que Honorat de Bueil de Racan, Philippe Desportes, Mathurin Régnier, Théophile de Viau, Marc-Antoine Girard de Saint-Amant, Guillaume Colletet et Flotte.
Il devient conseiller d'État et fut chargé de quelques missions diplomatiques. Assez en faveur auprès de quelques grands personnages qui devinrent ses protecteurs, Cramail, François de Bassompierre et Henri II de Montmorency, il est dédaigné par le cardinal de Richelieu même s'il cherche sa protection. Il est tout de même anobli en 1644.
Paul Pellisson donne son nom parmi les premiers académiciens, avant le 13 mars 1634 mais il semble ressortir d’une lettre de Maynard à Flotte qu’il ne fit partie de l’Académie que plus tard : « Je vois bien que sur la fin de vos jours vous serez déclaré auteur et canonisé par messieurs de l’Académie. Si j’ai quelque jour l’honneur d’y entrer, je leur en ferai la proposition. » Il semble même qu’il fut un de ceux qui attaquèrent l’Académie naissante, si l’on en juge par ce passage d’une autre lettre à Flotte : « Je serai bien aise que vous supprimiez l’épigramme de l’Académie, si vous croyez qu’il y ait quelque chose qui puisse être désagréable aux puissances supérieures. » Quelle que soit l’époque à laquelle il y fut admis, il est certain qu’il fréquenta peu l’Académie où il avait été élu au quatrième siège et fut dispensé de la résidence.
Après la mort de Richelieu, il se retire à Saint-Céré, où il aime à recevoir les visites de jeunes poètes tel Jean de La Fontaine et Paul Pellisson. En 1646, conscient de la valeur de son œuvre et peut-être mû par un pressentiment : « Je, François Mainard, misérable pécheur, averti par la commune condition des hommes et par l'âge de soixante ans, me prépare à quitter la vie… ». Il fait publier un volume de ses poésies. Il meurt alors le 28 décembre 1646 à Aurillac et, selon son vœu testamentaire , est inhumé dans l’église Sainte-Spérie de Saint-Céré, dans la chapelle dédiée à la Vierge, où est placée une plaque.

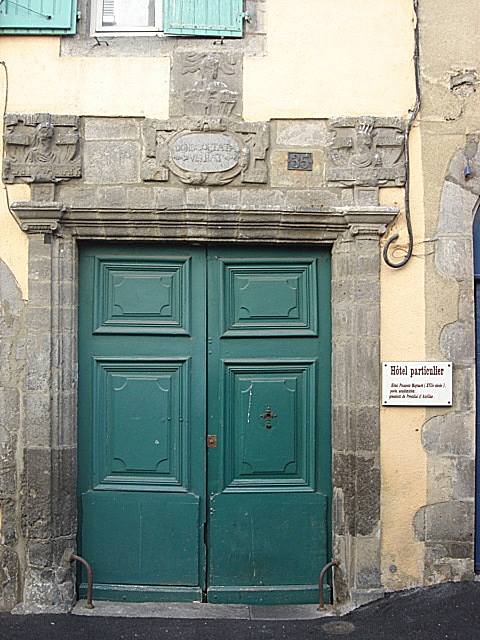
Hôtel de François Maynard à Aurillac.

## Œuvre
Il pratiqua tous les genres de poésie de cette époque: sonnets, épigrammes, odes, chansons, élégies, stances, etc. Ses vers harmonieux ont une mélancolie rêveuse, allant parfois jusqu'à la tristesse (« À La Belle Vieille », « En attendant la mort », « Alcippe, reviens dans nos bois… », etc.). Il réussit le mieux dans l'épigramme et perfectionna la versification des stances dont il établit la règle, dans les stances de dix vers, de la suspension après le 4e et le 7e vers, et, dans celles de six, du repos du milieu. Il fut un poète sérieux proche des jésuites, même s'il écrivit également des poèmes libertins, voire blasphématoires ainsi que des chansons à boire.

## Avis sur son œuvre
- « C’est de ses vers qu’il a tiré sa plus grande gloire, comme il le prétendait bien aussi ; et véritablement il faut avouer qu’ils ont une facilité, une clarté, une élégance et un certain tour que peu de personnes sont capables d’imiter. » (Paul Pellisson).
- « Esprit sur tout autre éclatant, / Tes doctes vers qui valent tant, / À faire ne te coûtent guères : / Au lieu que nos Rimeurs vulgaires / Se mettent pour en faire un peu / La cervelle et la tête en feu… » (Paul Scarron)
- « On peut le compter parmi ceux qui ont annoncé le siècle de Louis XIV. Il reste de lui un assez grand nombre de vers heureux. » (Voltaire).
- « François Maynard est un sous-Du Bellay corrigé par Malherbe mais il a écrit quelques vers harmonieux et d’un ton déjà moderne. »(Georges Pompidou, Anthologie de la poésie française)

## Œuvres
- Le Philandre, poème en cinq chants, en stances de six vers de huit syllabes publié en 1619 pour lequel les juges des Jeux Floraux de Toulouse lui décernèrent une Minerve en argent qu’ils ne lui donnèrent pas.
- Coq-à-l'asne sur le mariage d'un courtisan grotesque, 1620 (lire en ligne)
- Les Priapées, recueil de textes libres (56 poèmes érotiques et libertins)  (édition 1864), vers 1622 — Édition moderne  : Priapées  (sous la direction de Guillaume Peureux), Paris, Classiques Garnier, coll. « Bibliothèque du XVIIe siècle » (no 26), 2018 (ISBN 978-2-406-06267-7)
- Les Œuvres de Maynard  (préf. Marin Le Roy de Gomberville), Paris, chez Augustin Courbe, 1646 (lire en ligne)
- Les Lettres, recueil de sa correspondance publiée en 1655.
- Le Caleçon des coquettes du jour, suivi des Priapées de Maynard, Bruxelles, Chez le successeur du Poulet Mal Assis, 104 p. (lire en ligne)